# (22284) 1986 SH
1986 أس إتش (ويعرف أيضًا باسم (22284) 1986 أس إتش وفق تسمية الكوكب الصغير) (بالإنجليزية: 1986 SH)‏ هو كويكب ضمن حزام الكويكبات؛ وترتيبه 22284 من حيث الاكتشاف.
اكتُشف هذا الجُرم الفلكي بواسطة Antonín Mrkos ‏ في 30 سبتمبر 1986.

## وصلات خارجية
- (22284) 1986 SH في قاعدة بيانات مختبر الدفع النفاث لأجرام النظام الشمسي الصغيرة

- الاكتشاف · مخطط المدار ·  العناصر المدارية · المعلمات المادية

- (22284) 1986 SH على موقع ويكي سكاي: DSS2, SDSS, GALEX, IRAS, Hydrogen α, X-Ray, Astrophoto, Sky Map, Articles and images